# Holice (district de Pardubice)
Pour les articles homonymes, voir Holice.
Holice (en allemand : Holitz) est une ville du district et de la région de Pardubice, en République tchèque. Sa population s'élevait à 6 767 habitants en 2024.

## Géographie
Holice se trouve à 16 km à l'est-nord-est de Pardubice, à 20 km au sud-est de Hradec Králové et à 111 km à l'est de Prague.

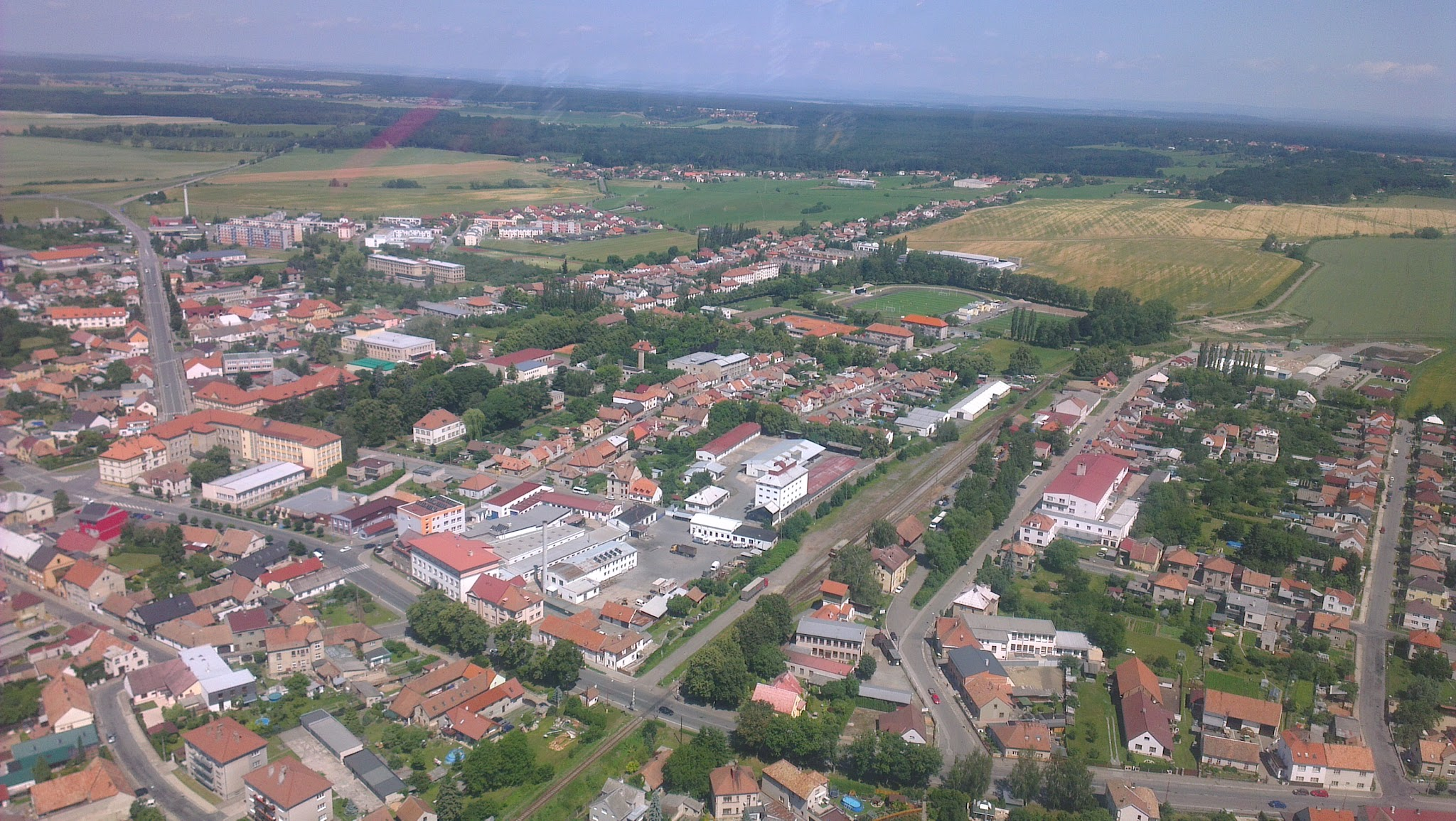
Holice : vue aérienne.

La commune est limitée par Vysoké Chvojno et Poběžovice u Holic au nord, par Veliny et Ostřetín à l'est, par Dolní Roveň au sud, et par Horní Ředice à l'ouest.

## Histoire
La première mention écrite de la localité date de 1336.

## Galerie

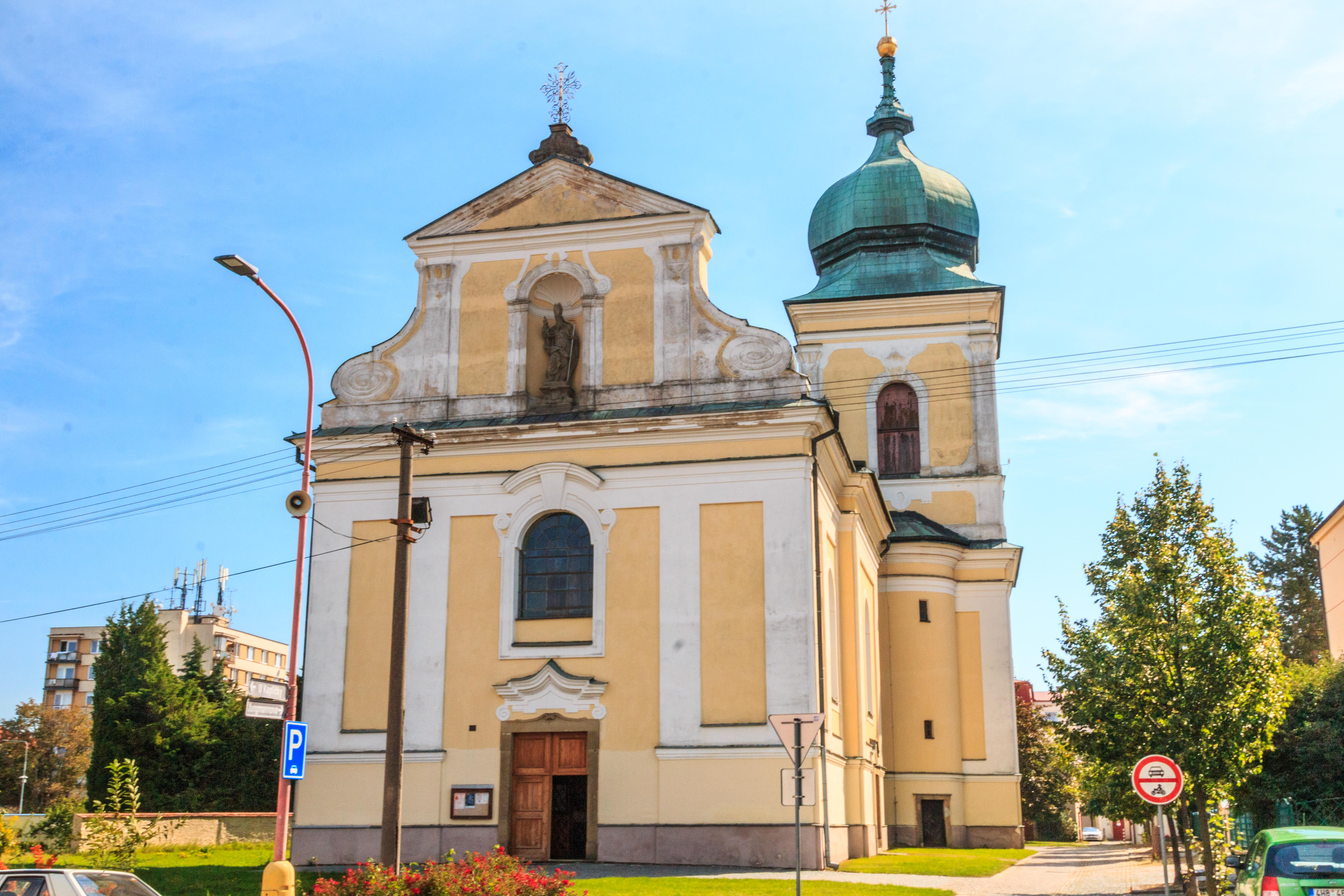
Église Saint-Martin.
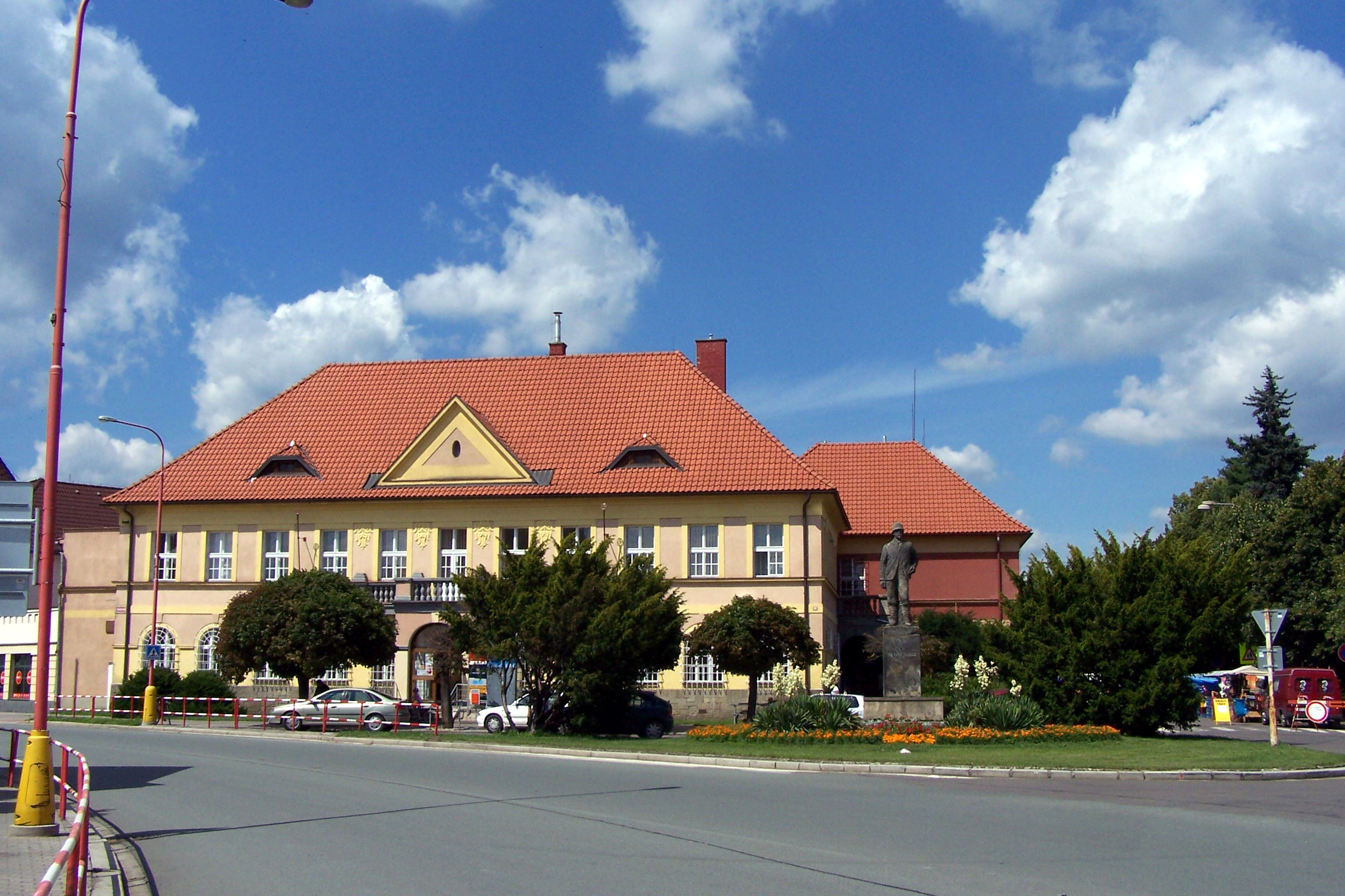
Holice : la poste.

## Transports
Par la route, Holice se trouve à 18 km de Pardubice, à 21 km de Hradec Králové et à 129 km de Prague. La ville se trouve à 6 km d'une sortie de l'autoroute D35, qui relie Holice à Hradec Králové ou à Prague par l'autoroute D11.

## Personnalités
- Emil Holub (1847-1902), médecin, cartographe, ethnologue, explorateur de l'Afrique
- Jiří Welsch (1980-), joueur de basket-ball

## Villes jumelles
- Strzelce Opolskie (Pologne)
- Medzev (Slovaquie)